# Liste des revues d'astronomie et d'astrophysique
Ceci est une liste non exhaustive de journaux scientifiques publiant dans le domaine de l'astronomie / astrophysique.
Les noms sont suivis de leur abréviation dans la norme ISO 4 ainsi que, le cas échéant, d'une abréviation plus courte et usuelle.

## Journaux à comité de lecture

### Actuels
| Nom                                                     | Abréviation ISO 4                   | Autre abréviation usuelle            |
| ------------------------------------------------------- | ----------------------------------- | ------------------------------------ |
| Acta Astronomica                                        | Acta Astron.                        | -                                    |
| Annual Review of Astronomy and Astrophysics             | Annu. Rev. Astron. Astrophys.       |                                      |
| The Astronomical Journal                                | Astron. J.                          | AJ                                   |
| Astronomische Nachrichten                               | Astron. Nachr.                      | AN                                   |
| Astronomy and Astrophysics                              | Astron. Astrophys.                  | A&A                                  |
| The Astronomy and Astrophysics Review                   | Astron. Astrophys. Rev.             | -                                    |
| Astroparticle Physics (en)                              | Astropart. Phys.                    | Aph                                  |
| The Astrophysical Journal                               | Astrophys. J.                       | ApJ                                  |
| Astrophysics (en)                                       | -                                   | -                                    |
| Astrophysics and Space Science                          | Astrophys. Space Sci.               | -                                    |
| Bulletin of the American Astronomical Society           | Bull. Am. Astron. Soc.              | BAAS                                 |
| Celestial Mechanics and Dynamical Astronomy             | Celest. Mech. Dyn. Astron.          | CeMDA                                |
| COSMOS (en)                                             |                                     |                                      |
| Icarus                                                  | Icarus                              | -                                    |
| Meteoritics & Planetary Science                         | Meteorit. Planet. Sci.              | Meteoritics                          |
| Monthly Notices of the Royal Astronomical Society       | Mon. Not. R. (ou Roy.) Astron. Soc. | MNRAS                                |
| Nature                                                  | Nature                              | - Rq. : pas uniquement astrophysique |
| New Astronomy                                           | New Astron.                         | -                                    |
| New Astronomy Reviews                                   | New Astron. Rev.                    | -                                    |
| The Observatory                                         |                                     | Obs.                                 |
| The Planetary Science Journal                           | Planet. Sci. J                      | PSJ                                  |
| Planetary and Space Science                             | -                                   | -                                    |
| Publications of the Astronomical Society of Australia   | Publ. Astron. Soc. Aust.            | PASA                                 |
| Publications of the Astronomical Society of Japan       | Publ. Astron. Soc. Jpn.             | PASJ                                 |
| Publications of the Astronomical Society of the Pacific | Publ. Astron. Soc. Pac.             | PASP                                 |
| Research Notes of the AAS                               | Res. Notes AAS                      | RNAAS                                |
| Serbian Astronomical Journal                            | Serb. Astron. J.                    | -                                    |

### Passés
- Zeitschrift für Astrophysik (Z. Astrophysik.) [1930-1968]
- Vistas in Astronomy
- Arkiv för Matematik, Astronomi och Fysik (Ark. Mat. Astr. Fys.) [1903-1949][2]

## Journaux «grand public» spécialisés
- L'Astronomie